# Перч, Джеймс
Джеймс Роберт Перч (англ. James Robert Perch; 28 сентября 1985, Мэнсфилд, Англия) — английский футболист, защитник клуба «Мансфилд Таун».

## Клубная карьера

### «Ноттингем Форрест»
Он получил образование в школе Шервуд Холл. Джеймс — продукт молодёжной академии «Ноттингем Форест». Он очень универсален и играл на различных позициях в городской команде. В академии «Ноттингем Форест» Перч начинал как нападающий, но со временем был перемещён на позицию правого защитника, где также показал хорошую игру. Он также известен тем, что был хорош и в воротах. В академии за ним все же закрепилась позиция правого защитника, но когда он попал в первую команду, то играл уже как центральный защитник. Джеймс Перч дебютировал за резервный состав «Ноттингем Форест» в 2001 году. Он забил два гола и почти совершил хет-трик, когда он пробил по воротам и заставил голкипера «Ньюкасла» Джеймса Пикеринга приложить неимоверные усилия, чтобы отразить этот удар. После этого Перч был удалён с поля за неспортивное поведение. Во время выяснения отношений между защитником «лесников» Ричардом Вудвардом и нападающим «сорок» Тимом Ивилом Джеймс не сдержался и ударил головой игрока соперников Стивенсона.
В 2004 году появились слухи о том, что футболист перейдёт в клуб «Леванте». Однако им так и не суждено было сбыться. В сезоне 2005/06 Перч оказался на позиции левого защитника, заменив травмированного Джона Кертиса. Впоследствии он продолжил играть на позиции опорника, а также играл на обоих флангах полузащиты.
Перч и «Ноттингем Форест» провели хороший сезон 2006/07. Он был действительно вездесущим для команды и забил пять голов в течение сезона, по итогам которого стал третьим игроком, по мнению болельщиков. Однако в сезоне 2007/08 в связи с подписанием новых игроков Джеймс перестал попадать в стартовый состав. Часто выходя на замену и иногда начиная игры в стартовом составе, Перч помог «Красным» финишировать вторыми в Лиге Один, что автоматически давало право «Форест» выступать уже в Чемпионшипе.
В сезоне 2008/09 Перч забил первый гол «Лесников» в Лиге. Однако это не спасло их от поражения со счётом 1:3 в матче с «Суонси Сити». В том сезоне Перч по большей части играл в полузащите, иногда появляясь на поле в роли правого защитника. Он забил 10-й гол за клуб ударом головой в своём 150-м матче в майке «Красных». Это произошло в ноябре 2008 года в домашнем матче против «Бирмингем Сити», завершившемся ничьей 1:1.
Перч был одним из старожилов клуба, уступая по количеству сыгранных за него матчей только Уэсу Моргану. После увольнения тренера Колина Колдервуда он был назначен капитаном команды. К концу сезона 2008/09 Джеймс в общей сложности 199 раз во всех соревнованиях выходил на поле за «Ноттингем Форест», сыграв на различных позициях, включая центр полузащиты и защиту в центре и на правом фланге.
Из-за травмы пятки он был вынужден пропустить предсезонный сбор команды в Португалии. Позже врачами было подтверждено, что он пропустит приблизительно 3 месяца сезона 2009/10. В итоге Перч сумел принять участие только в 17 матчах Чемпионшипа.

### Дальнейшая карьера
5 июля 2010 года Перч подписал четырёхлетнее соглашение с «Ньюкаслом». Сумма сделки не разглашалась. Он взял себе 14-й командный номер, и дебютировал за новую команду 16 августа в матче против «Манчестер Юнайтед». 18 сентября 2010 он установил новый рекорд Премьер-лиги, будучи первым игроком, который получил 5 жёлтых карточек в его первых 5 играх в лиге. Предыдущий рекорд принадлежал Эдгару Давидсу, который получил 4 жёлтых карточки подряд, дебютировав в Лиге за «Тоттенхэм». Его неудачи продолжились, когда он, отбыв временную дисквалификацию, в своём шестом матче за клуб, сделал автогол, подарив тем самым победу приехавшим на Сейнт-Джеймс Парк футболистам «Сток Сити». Перч все ещё оставался в стартовом составе сорок вплоть до матча с «Уиган Атлетик», где он не справился с экс-игроком «Ньюкасла» Шарлем Н’Зогбией, позволив ему забить два гола. После этого место правого защитника на поле занял оправившийся от травмы Дэнни Симпсон, а Перч перешёл на скамейку запасных.
3 июля 2013 года, на официальном сайте «Уигана» была опубликована новость о подписании контракта с защитником «Ньюкасла» Джеймсом Перчем. Соглашение было рассчитано на четыре года.
31 июля было объявлено о том, что капитан «Уигана» Джеймс Перч перешёл в лондонский «Куинз Парк Рейнджерс», подписав контракт на 3 года.

## Клубная статистика
По состоянию на 24 декабря 2010
| 2010/11          | Ньюкасл Юнайтед  | Премьер-лига                  | 8   | 0  | 0  | 0 | 1 | 0 | – | – | 9   | 0  | 5  | 0 |
| 2009/10          | Ноттингем Форест | Чемпионшип                    | 17  | 1  | 2  | 0 | 0 | 0 | 2 | 0 | 21  | 1  | 6  | 0 |
| 2008/09          | Ноттингем Форест | Чемпионшип                    | 37  | 3  | 3  | 0 | 2 | 0 | – | – | 42  | 3  | 10 | 0 |
| 2007/08          | Ноттингем Форест | Первая футбольная лига Англии | 6   | 0  | 0  | 0 | 0 | 0 | – | – | 6   | 0  | 2  | 0 |
| 2006/07          | Ноттингем Форест | Первая футбольная лига Англии | 30  | 0  | 2  | 0 | 1 | 0 | 1 | 0 | 55  | 6  | 8  | 0 |
| 2005/06          | Ноттингем Форест | Первая футбольная лига Англии | 38  | 3  | 2  | 0 | 0 | 0 | 0 | 0 | 40  | 3  | 3  | 0 |
| 2004/05          | Ноттингем Форест | Чемпионшип                    | 22  | 0  | 3  | 0 | 3 | 1 | - | - | 28  | 1  | 3  | 0 |
| Всего за карьеру | Всего за карьеру | Всего за карьеру              | 198 | 12 | 16 | 0 | 7 | 1 | 8 | 1 | 229 | 14 | 36 | 1 |